# مورين مور
مورين مور (بالإنجليزية: Maureen Moore)‏ هي مغنية وممثلة أمريكية، ولدت في 12 أغسطس 1951 في والينغفورد ‏ في الولايات المتحدة.

## وصلات خارجية
- مورين مور على موقع IMDb (الإنجليزية)
- مورين مور على موقع IMDb (الإنجليزية)
- مورين مور على موقع ميوزك برينز (الإنجليزية)
- مورين مور على موقع قاعدة بيانات برودواي على الإنترنت (الإنجليزية)
- مورين مور على موقع قاعدة بيانات الفيلم (الإنجليزية)